# Kamjanka (hromada Ułaszaniwka)
Kamjanka (ukr. Кам'янка) – wieś na Ukrainie, w obwodzie chmielnickim, w rejonie szepetiwskim. W 2001 liczyła 614 mieszkańców, spośród których 599 posługiwało się językiem ukraińskim, 14 rosyjskim, a 1 mołdawskim.

## Urodzeni
- Józef Żeński